# Charleston (film 1927)
Charleston (Sur un air de Charleston) è un film muto del 1926 diretto da Jean Renoir.
Il film è conosciuto anche con il titolo Charleston Parade.

## Trama
La vicenda si ambienta nel futuro, nell'anno 2028, come indica la didascalia. Una capsula spaziale decolla e si dirige verso un luogo indicato in una mappa con la scritta "Terre sconosciute". Riconosciamo la sagoma della Francia. Un uomo ripreso di spalle è alla guida del veicolo.
Ci racconta la trama lo stesso Renoir:
«Uno scienziato negro viene da un altro pianeta a visitare la terra. In seguito a una guerra stellare il nostro pianeta è stato distrutto. Sbarca accanto a una colonna Morris, unico monumento rimasto in piedi in tutto quel deserto, e viene sorpreso da una selvaggia che, siccome non conosce il linguaggio dello scienziato, si esprime danzando. Dopo questa danza lo scienziato ripartirà verso il suo pianeta portando con sé la selvaggia».

## Produzione
Il film fu prodotto da Jean Renoir, dopo l'esito fallimentare di Nanà.

### Soggetto
Occasione del film fu la presenza sulle scene parigine della «Revue nègre». Fra i ballerini era presente Jonny Huggins,un ballerino afroamericano proveniente da New York che fu presentato al regista da Braunberg e da Becker: sarà chiamato a interpretare il protagonista. Il film nasce come un'incursione cinematografica nel regno del jazz.

### Riprese
Il film fu girato a Parigi durante l'autunno 1926, in pochi giorni, attorno alla colonna Morris (ancor oggi usata in Francia per reclamizzare gli spettacoli teatrali, cinematografici, musicali) e negli studi d'Épinay-sur-Seine.

## Accoglienza
La prima del film si ebbe il 19 marzo 1927 al cinema Artistic di Parigi.
Il film, o per meglio dire questo spezzone di film, perché non fu mai completato del tutto, e deliberatamente d'avanguardia, fu ben accolto dalla stampa.

## Critica
Giorgio De Vincenti scrive:
Daniele Dottorini: